# سیارک ۲۳۶
سیارک ۲۳۶ (به انگلیسی: 236 Honoria) دویست و سی و ششمین سیارک کشف شده‌است که در ۲۶ آوریل ۱۸۸۴ و در وین کشف شد.
قدر مطلق سیارک برابر ۸٫۱۸ است.